# Встреча с прошлым (фильм)
«Встреча с прошлым» — художественный фильм 1966 года.
Первоначальное, рабочее название фильма — «Две жизни».

## Сюжет
В начале двадцатых годов, с приходом советской власти, в маленьком горном грузинском селении начинается тяжёлый период коллективизации. Нино покидает родной аул. Проходят годы; став известным хирургом, она приезжает на празднование тридцатилетнего юбилея колхоза. В день её приезда, на берегу реки, находят неизвестного бродягу в тяжёлом состоянии. Приступив к операции, Нино узнаёт в этом человеке своего бывшего мужа. Мысли женщины-хирурга возвращаются к тем далёким дням и воспоминаниям..

## В ролях
- Екатерина Верулашвили — Аквиринэ
- Лейла Абашидзе — Нино
- Серго Закариадзе — Алмасхан
- Верико Анджапаридзе — Пелагея
- Ипполит Хвичиа — Ипполит
- Тенгиз Арчвадзе — Наморадзе
- Меги Цулукидзе — Дарина

## Роли дублировали
- Лев Свердлин — Алмасхан
- Ирина Карташёва — Нино
- Тамара Сёмина — Дарина
- Анатолий Кузнецов — Акия
- Артём Карапетян — Георгий
- Степан Бубнов
- Андрей Тарасов
- Владимир Сез
- Михаил Глузский — Гогия

### Фильм дублирован на киностудии имени Горького
- Режиссёр дубляжа Александр Андриевский
- Звукооператор дубляжа Л.Канн

## Съёмочная группа
- Автор сценария и режиссёр: Семён Долидзе
- Оператор: Феликс Высоцкий
- Композитор: Давид Торадзе
- Звукорежиссёр: Леон Канн
- Художник по костюмам: М. Манджгаладзе

## Награды
- 1967 Кинофестиваль республик Закавказья и Украины (Тбилиси)
  - «Кубок Прометея» (главный приз) и диплом I степени за лучший игровой фильм
  - Диплом актрисе (Лейла Абашидзе)
  - Приз журнала «Сабчота хелов неба» (Меги Цулукидзе)
- 1968 Третий всесоюзный кинофестиваль (Ленинград)
  - Первая премия за женскую роль (Лейла Абашидзе)
  - Вторая премия за женскую роль (Меги Цулукидзе)